# Route Ingraham Trail

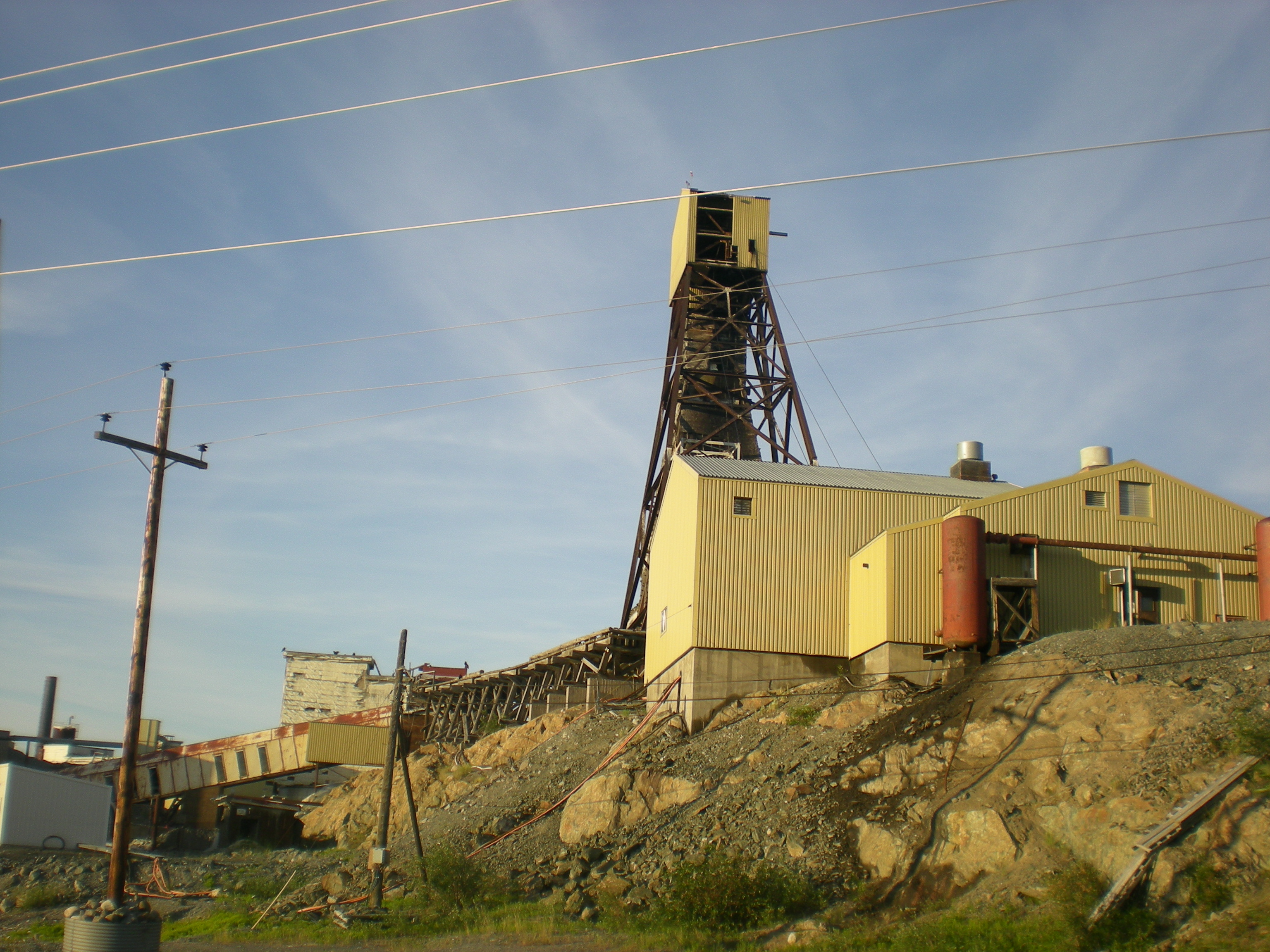
La mine Giant, aujourd'hui désaffectée et partiellement démolie. Depuis 2014, une nouvelle partie de la route a été construite afin de contourner ce site contaminé.

La route 4, couramment appelée Ingraham Trail, relie la ville de Yellowknife, aux Territoires du Nord-Ouest, au lac Tibbitt, à environ 70 km à l'est de la capitale. Elle a été construite au milieu des années 1960 en tant que premier segment d'une route d'accès aux ressources devant mener aux régions intérieures de l'Arctique, mais elle n'a jamais été terminée.
En été, la route est surtout utilisée à des fins récréatives et pour accéder aux résidences isolées situées près des dizaines de lacs qui ponctuent le paysage du Bouclier canadien, mais il s'agit aussi de la route d'accès au village de Dettah. Cette petite communauté dénée est située à environ 27 km de Yellowknife en empruntant la route Ingraham Trail, mais elle est accessible par route de glace en hiver, ce qui réduit la distance à seulement 6,5 km.
En hiver, pendant environ un mois, une route de glace est construite depuis la fin de la route Ingraham Trail jusqu'au lac Contwoyto, au Nunavut (Tibbitt to Contwoyto Winter Road). Il s'agit alors du seul lien routier du Nunavut avec le reste du pays. Cette route sert au transport de matériel et de fournitures pour les mines de diamant isolées à des centaines de kilomètres de la ville la plus proche. À l'heure actuelle, il s'agit des mines Diavik et Ekati, au lac de Gras, et de la mine Gahcho Kue, au lac Kennady.
La route Ingraham Trail est nommée en l'honneur de Vic Ingraham, l'un des premiers hommes d'affaires de Yellowknife dans les années 1930 à 1940.

## Description de la route
Depuis janvier 2014, une nouvelle route d'accès à la route Ingraham Trail a été construite pour contourner le site de la mine Giant. Cette route part de la route 3 (route de Yellowknife) à environ 2 km de son intersection avec la rue Old Airport. Au kilomètre 9, la route traverse la rivière Yellowknife. La route passe ensuite par les lacs Prosperous, Pontoon et Prelude, les chutes de la rivière Cameron, le lac Reid, le lac Hidden, puis enfin le lac Tibbitt. Tous ces points d'eau offrent des installations récréatives à divers degrés et la plupart sont des parcs territoriaux.
La route est asphaltée jusqu'au lac Prelude, enduite d'un revêtement superficiel jusqu'au lac Reid (depuis 2009), et en gravier sur ses dix derniers kilomètres.

## Faits divers
En 2014, une touriste japonaise, Atsumi Yoshikubo, a été portée disparue lors d'un voyage à Yellowknife. Quand elle a été vue pour la dernière fois, elle se promenait au début de la route Ingraham Trail. Après des recherches intensives qui ont duré des semaines, la Gendarmerie royale du Canada a fini par annoncer que selon son enquête, Yoshikubo avait décidé de s'aventurer dans la nature sauvage pour y mettre fin à ses jours.